# Роглисвиль
Роглисвиль (нем. Roggliswil) — коммуна в Швейцарии, в кантоне Люцерн.
Входит в состав округа Виллизау. Население коммуны составляет 635 человек (на 31 декабря 2013 года). Официальный код — 1142.
Впервые упоминается в 1256 году.